# Nagy-Jancsó Júlia
Nagy-Jancsó Júlia szombathelyi származású magyar színésznő, a Színház- és Filmművészeti Egyetem hallgatója. A Budapesti Operettszínház társulatának vendégművésze, több zenés színházi produkcióban szerepelt.

## Pályafutása
Tanulmányait a Színház- és Filmművészeti Egyetem zenés színész szakán végzi. Már egyetemi évei alatt szerepelt a Budapesti Operettszínház több előadásában.
2024 őszén a teátrum Hamupipőke című operettmusicaljének ősbemutatóján a címszerepet alakította. A darabot Bozsik Yvette rendezte, zenéjét Pejtsik Péter szerezte, a szövegkönyvet és dalszövegeket Orbán János Dénes írta. Az előadásban népzenei és folklórelemek is megjelentek, különösen a csángó népdalkincs beemelésével. A produkcióról és szereplőiről több sajtóorgánum is beszámolt, köztük a 24.hu, a Fidelio és a Deszkavízió.
2024-től szerepel a Hegedűs a háztetőn című előadásban is, ahol a Tevje lányai közül Cejtelt alakítja.

## Szerepei a Budapesti Operettszínházban
- Hamupipőke (ősbemutató, 2024) – Hamupipőke
- Hegedűs a háztetőn (2024–) – Cejtel